# ロスタイム (アルバム)
『ロスタイム』はシャ乱Qの通算3枚目のアルバムで初のフルアルバム。

## 内容
前々作は6曲、前作は7曲だったが、本作は初の10曲入りとなる。先行シングルであり、成功のきっかけをつかんだ楽曲「上・京・物・語」を収録。衣装デザインはベースのしゅうが担当。「熱血先生」は昭和の歌謡曲を連想するような楽曲で、歌詞に「Sibata先生」が登場する。

## 収録曲
編曲:鳥山雄司・シャ乱Q（3・4以外）　嶋田陽一・シャ乱Q（3・4）
1. 愛し合おう 戦争になる前に
作詞・作曲:つんく
2. 上・京・物・語
作詞:まこと
作曲:はたけ
4thシングル
3. 正解のない世界
作詞・作曲:つんく
4. GIVE THE POWER
作詞:つんく
作曲:はたけ
5. 熱血先生
作詞:まこと
作曲:たいせー
6. すんごいことしたい
作詞:つんく
作曲:しゅう
7. 何が欲しいの?
作詞:まこと
作曲:しゅう
8. 独り言
作詞・作曲:つんく
9. ロスタイム
作詞:つんく
作曲:つんく・はたけ
10. 出会い
作詞・作曲:つんく

## カバー
真野恵里菜が2012年に「熱血先生」をカバー。3rdアルバム『More Friends Over』に収録。